# 178
178（百七十八、ひゃくななじゅうはち）は、自然数、また整数において、177の次で179の前の数である。

## 性質
- 178は合成数であり、約数は 1, 2, 89, 178 である。
  - 約数の和は270。
- 58番目の半素数である。1つ前は177、次は183。
- 正百八十角形の内角は178°である。
  - 正 n 角形において内角が度数法で整数になる21番目の角度である。1つ前は177°、次は179°。(オンライン整数列大辞典の数列 A110546)
- 各位の和が16になる5番目の数である。1つ前は169、次は187。
- 各位の平方和が114になる最小の数である。次は187。(オンライン整数列大辞典の数列 A003132)
  - 各位の平方和が n になる最小の数である。1つ前の113は78、次の115は359。(オンライン整数列大辞典の数列 A055016)
- 178 = 32 + 132
  - 異なる2つの平方数の和で表せる53番目の数である。1つ前は173、次は180。(オンライン整数列大辞典の数列 A004431)
- 178 = 32 + 52 + 122 = 42 + 92 + 92
  - 3つの平方数の和2通りで表せる42番目の数である。1つ前は177、次は181。(オンライン整数列大辞典の数列 A025322)
  - 178 = 32 + 52 + 122
    - 異なる3つの平方数の和1通りで表せる55番目の数である。1つ前は171、次は180。(オンライン整数列大辞典の数列 A025339)

## その他 178 に関連すること
- 西暦178年
- 第178代ローマ教皇は、グレゴリウス9世（在位：1227年3月19日～1241年8月22日）である。
- 178は、E48系列の標準数。
- ISO 3166-1（JIS X 0304 国名コード）の178は、コンゴ共和国。
- 電話番号178は、NTT東日本・NTT西日本のオフトーク通信。
- 6月27日(閏年では6月26日)は、年始から数えて178日目である。
- He 178は、ドイツのハインケルのジェット機。
- 伊号第一七八潜水艦は、大日本帝国海軍の潜水艦。
- あしがら（JDS Ashigara, DDG-178）は、海上自衛隊の護衛艦。
- パーミット(USS Permit, SS-178) は、アメリカ海軍の潜水艦。
- ガンダムMk-IIの型式番号はRX-178。